# Watchung
Watchung est une localité du New Jersey située dans le comté de Somerset aux États-Unis. La population était de 5 801 habitants en 2010.

## Galerie photographique

Le lac de Watchung
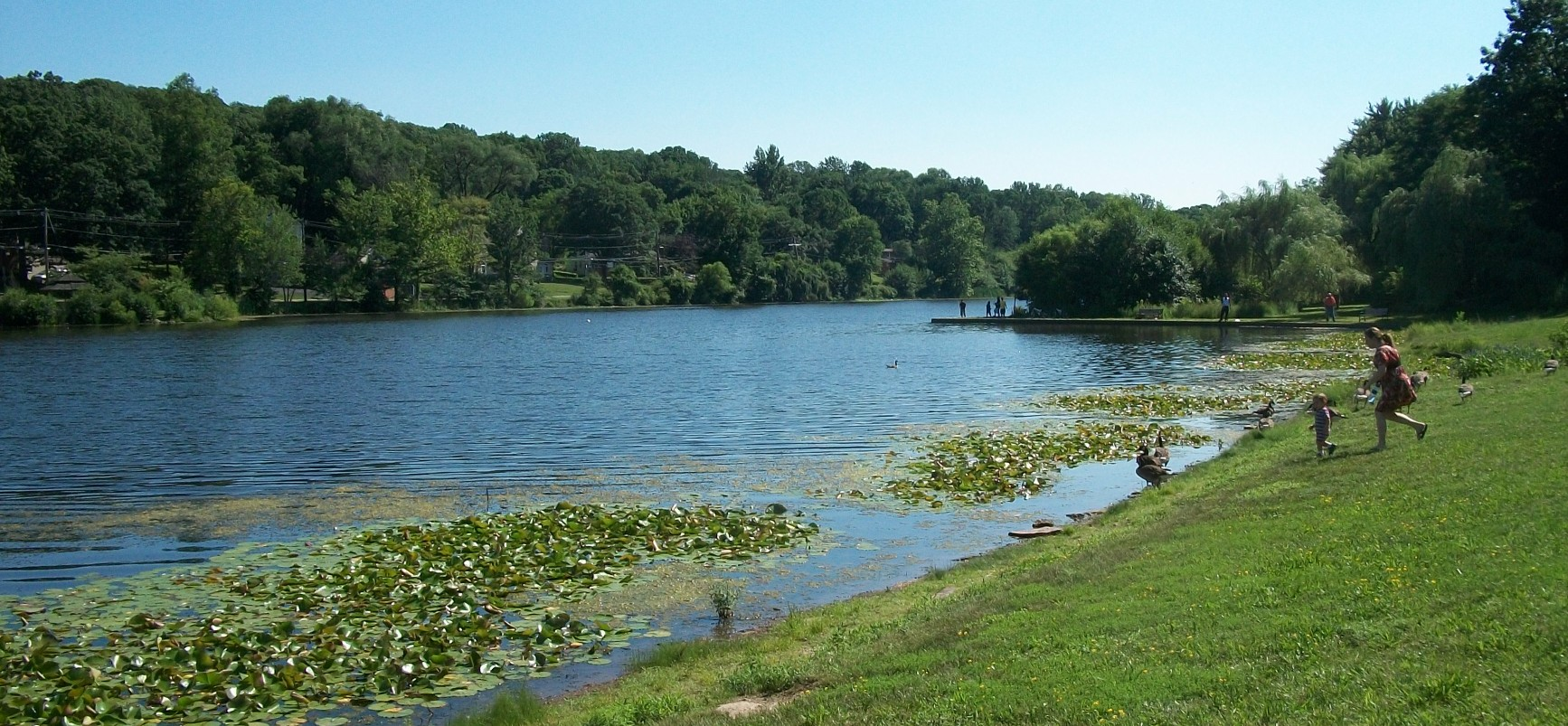
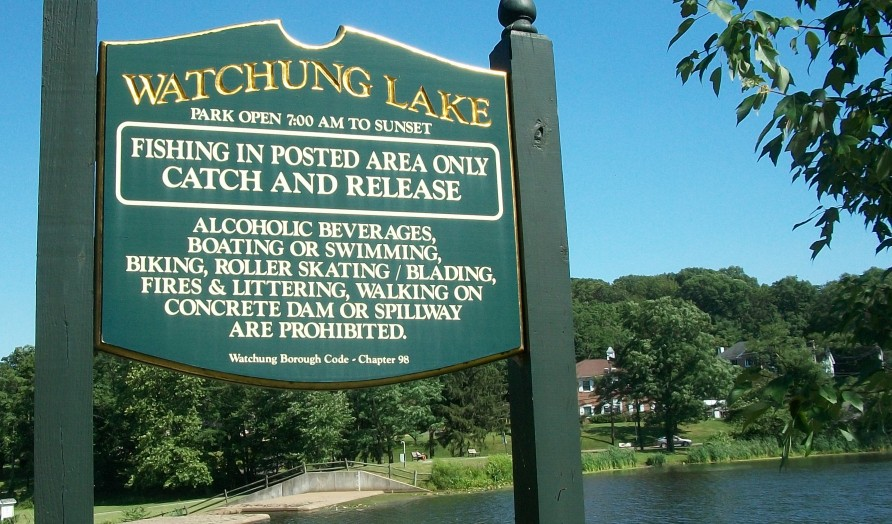

## Personnalités célèbres
- Laura Prepon (1980-), actrice
- Harold Norman Moldenke (1909-1996), botaniste et taxinomiste